# Constituição dos Estados Confederados

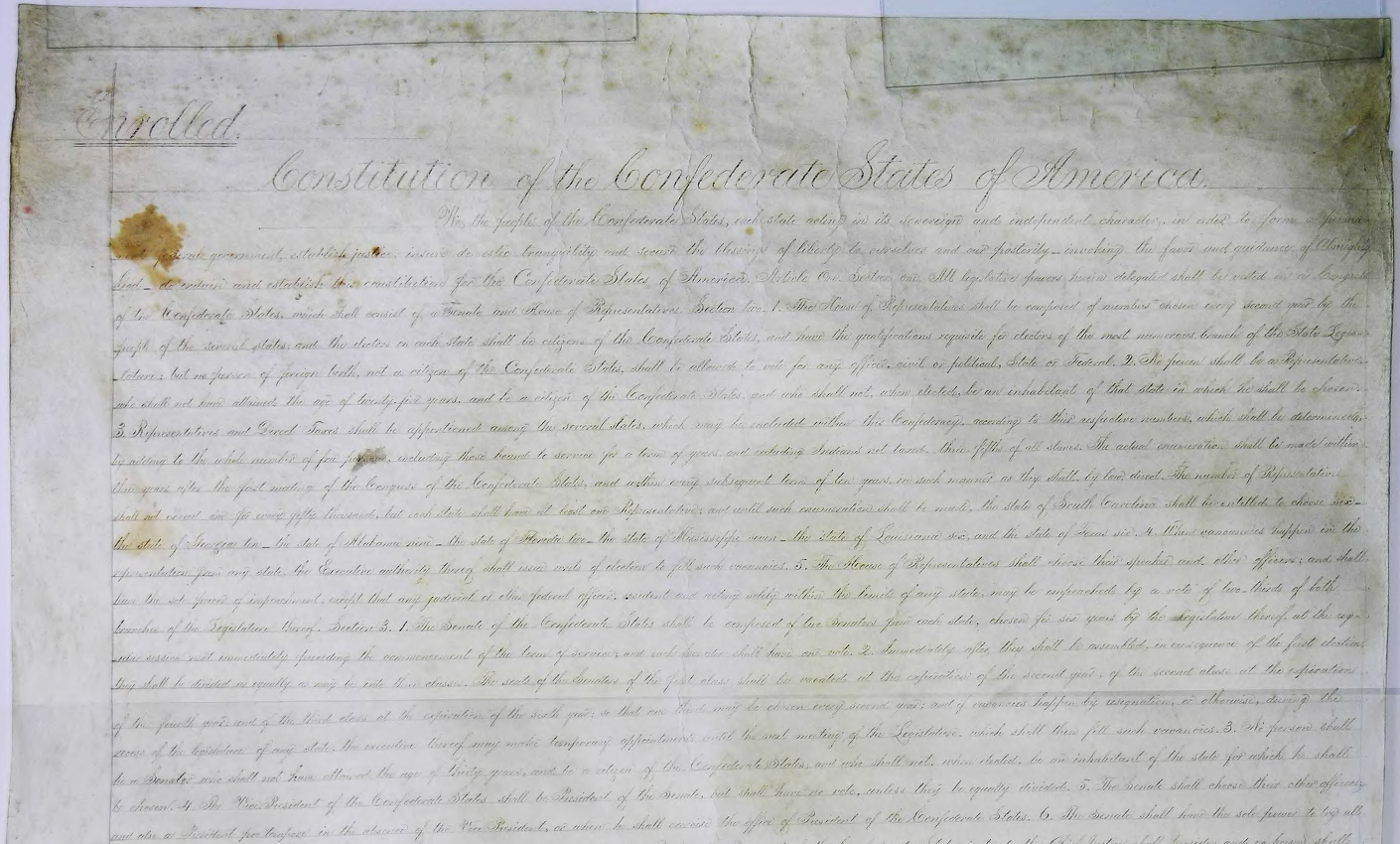
Original da Constituição dos Estados Confederados (1861).

A Constituição dos Estados Confederados, oficialmente “Constituição dos Estados Confederados da América”, foi a constituição dos Estados Confederados da América, estando em vigor durante quase toda a Guerra Civil Americana, entre 1862 e 1865.

## Comparações
A maioria de suas disposições eram duplicatas, palavra por palavra, da Constituição dos Estados Unidos. No entanto, existem diferenças cruciais entre os dois documentos no tom e no conteúdo jurídico, principalmente no que diz respeito à escravidão. Os preâmbulos das Constituições dos Estados Unidos e da Confederação têm algumas semelhanças, mas parece que os autores da Constituição Confederada se propuseram a dar uma sensação diferente ao novo texto. O preâmbulo da Constituição Confederada incluía referências a Deus, a um governo perpétuo e à soberania e independência de cada estado.
- O Preâmbulo da Constituição dos Estados Unidos[2] declara: "Nós, o Povo dos Estados Unidos, a fim de formar uma União mais perfeita, estabelecer a Justiça, garantir a Tranquilidade interna, providenciar a defesa comum, promover o Bem-Estar geral e garantir as Bênçãos da Liberdade para nós mesmos e nossa posteridade, ordenamos e estabelecemos esta Constituição para os Estados Unidos da América".

- O Preâmbulo da Constituição Confederada[3] declarava: "Nós, o povo dos Estados Confederados, cada estado agindo em seu caráter soberano e independente, a fim de formar um governo federal permanente, estabelecer a justiça, assegurar a tranquilidade interna e assegurar as bênçãos da liberdade para nós mesmos e nossa posteridade – invocando o favor e a orientação de Deus Todo-Poderoso – ordenamos e estabelecemos esta Constituição para os Estados Confederados da América”.

Os estados da Confederação ganharam vários direitos que os estados da União não têm, como o direito de impeachment de juízes federais e outros funcionários. Além disso, a Constituição Confederada omitiu a proibição aos estados de "emitir notas de crédito", presente da Constituição dos Estados Unidos, garantindo essa autonomia financeira aos membros do novo país.

## Escravidão

Bandeira dos Estados Confederados da América.

Houve várias diferenças importantes entre as duas constituições em relação à escravidão. Considerando que a Constituição original dos Estados Unidos não usava a palavra "escravidão" ou o termo "escravos negros", mas em vez disso usava "Pessoas mantidas em serviço ou trabalho", o que incluía brancos e nativos americanos em servidão contratada, a Constituição Confederada abordava a legalidade da escravidão direta e nominalmente.
Embora o Artigo I, Seção 9, de ambas as Constituições seja bastante semelhante ao proibir a importação de escravizados de nações estrangeiras, a Constituição Confederada permitia que os Estados Confederados importassem escravizados dos Estados Unidos e especificava a "raça africana" como sujeito. A Constituição Confederada também adicionou uma frase que protegia explicitamente a escravidão: “Nenhuma lei de obtenção, lei ex post facto ou lei que negue ou prejudique o direito de propriedade de escravos negros será aprovada”. A nova Constituição acrescentou, ainda, que um governo estadual não poderia coibir os direitos dos proprietários de escravizados que viajavam ou visitavam um estado diferente com seus escravizados.
O documento também adicionou uma cláusula sobre a questão da escravidão nos territórios, o principal debate constitucional das eleição de 1860, ao declarar explicitamente que a escravidão deveria ser legalmente protegida em todo o território da nova república.

## Posteridade
A Constituição dos Estados Confederados da América foi abolida em 1865, com a derrota do Sul na Guerra Civil. Os historiadores contemporâneos concordam esmagadoramente que a secessão foi motivada pela preservação da escravidão. Houve inúmeras causas para o conflito, mas a preservação e a expansão da escravatura foram facilmente as mais importantes delas.